# اتوماسیون رباتیک فرایند

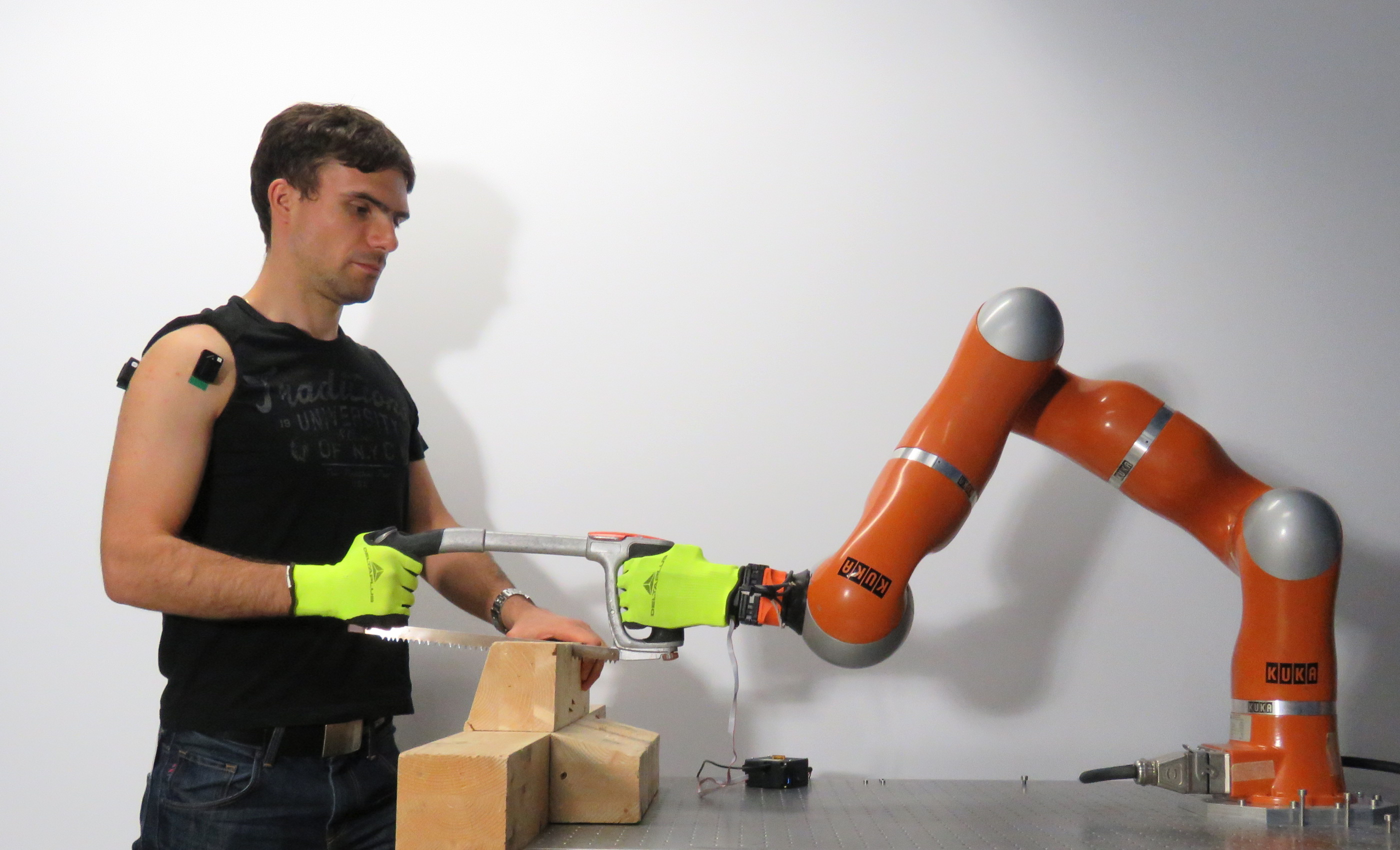
اتوماسیون رباتیک فرایند

Robotic Process Automation که به اختصار RPA نامیده می‌شود به خودکارسازی رباتیک فرایندها گفته می‌شود و یکی از فناوری‌های نوظهور و پرکاربرد در دنیای دیجیتال امروزی است. این فناوری به سازمان‌ها امکان می‌دهد تا فرایندهای تکراری را به صورت خودکار انجام داده و بهره‌وری را افزایش دهند.
با توجه به این که تکنولوژی در دوران کنونی و علی‌الخصوص در هوش مصنوعی و ربات‌ها رشد چشمگیری داشته‌است ربات‌ها در آینده جای انسانها را در کسب و کارها به‌طور کامل پر می‌کنند.

## معرفی
امروزه به کمک برنامه‌نویسی و برنامه‌های ربات ساز، می‌توان فرایندها و امور نرم‌افزاری را به گونه ای تبدیل به ربات‌های نرم‌افزاری نمود که دیگر نیاز به انجام کار توسط نیروی انسانی نباشد بلکه نیروی انسانی بیشتر نقش برنامه‌ریز و ناظر بر کارهای رباتیک را داشته و بر کیفیت و انجام درست امور نظارت نماید. وقتی اصطلاحاً می‌گویند در فلان بخش RPA پیاده‌سازی شده‌است یعنی دیگر زمان انجام کارهای تکراری و ملال آور در آن بخش از سازمان به پایان رسیده‌است. RPA جایگزینی ربات‌های نرم‌افزاری به‌جای انسان است. بیش از ۱۵ سال از زمان ساخت اولین ربات‌های نرم‌افزاری می‌گذرد و اکنون شرکت‌های بزرگ و محبوبی مانند Automation-Anywhere, UiPath، blueprism، شرکت ایرانی Virtual-User ، آژانس بازاریابی نور وبو .… وجود دارند که کار ربات سازی را بسیار آسان نموده‌اند. به کمک نرم‌افزارهای ارائه شده توسط این شرکت‌ها می‌توان با کمترین اطلاعات برنامه‌نویسی و کوتاه‌ترین زمان ممکن امور مورد نظرتان را تبدیل به یک ربات نمایید. برای این کار کافیست فرایندهای نرم‌افزاری خود را به ترتیب دلخواه در نرم‌افزار ربات ساز این شرکت‌ها بچنید و در پایان یک فایل ربات به عنوان خروجی دریافت کنید اکنون اگر این فایل را در هر سیستمی اجرا نمایید آن فرایند به همان ترتیبی که چیده‌اید گام به گام اجرا خواهد شد. نرم‌افزارهای ربات ساز تا به امروز پیشرفت‌های چشم‌گیری داشته‌اند به گونه ای که توانایی شناسایی اَجزاء ویندوز و صفحات وب را داشته و می‌توانند با هوشمندی قابل توجه ای، بر روی دکمه‌های صحیح کلیک کنند، فرم‌ها را بدون اشتباه تکمیل نمایند، فایلها یا اطلاعات را به درستی جابجا کنند و بسیاری از امور دیگر که شما را شگفت زده خواهند کرد!
RPA فناوری جدیدی است که از رباتها برای خودکارسازی فرایندها استفاده می‌کند. هدف اتوماسیون فرایند رباتیک (Robotic Process Automation) بهبود فرایندهای کسب‌وکار در سازمان‌ها می‌باشد. RPA یک فناوری نوظهور است، که با استفاده از آن می‌توان به‌طور خودکار وظایف تکراری با حجم زیاد اما کم ارزش را به صورت خودکار انجام داد.
این فناوری به سازمان‌هایی پیشنهاد می‌شود که هر روز به دنبال پرداختن به چالش‌های کلیدی نظیر کاهش هزینه، برتری عملیاتی نسبت به رقبا و سایر سازمان‌ها و رعایت قوانین و مقررات هستند. RPA این پتانسیل را دارد که محیط کار امروز را به همان اندازه چشمگیر تغییر دهد که ماشین‌های انقلاب صنعتی عملکرد کارخانه‌ها را در آن زمان تغییر دادند. در یک سازمان تجاری کارهای تکراری زیادی وجود دارد که به صورت روزانه و مستمر انجام می‌شوند تمام این کارها می‌تواند به یک ربات محول شود. در این صورت از زمان صرف شده برای انجام این کارها می‌توان برای انجام کارهای ضروری دیگر استفاده نمود.

## تفاوت RPA و BPM
از گذشته فناوری‌های مدیریت فرایندهای کسب‌وکار (BPM) در راهبرد تحول دیجیتالی بسیاری از سازمان‌ها نقشی اساسی ایفا کرده‌است و امروزه پیشرفت‌های جدید صنعت و فناوری، فرصت‌های بیشتری در این حوزه برای تطبیق دیجیتالی پیش‌روی سازمان‌ها قرار داده‌است. اتوماسیون روباتیک فرایند (RPA) با استفاده از ابزارها و فناوری‌های پیشرفته باعث بهبود کارایی و بهره‌وری در محیط کاری سازمان‌ها می‌شود. با وجود تمام تفاوت‌هایی که BPM و RPA دارند مکمل یکدیگر هستند و اگر هم‌زمان و هماهنگ به خدمت گرفته شوند پلتفرمی قوی ایجاد می‌کنند که به توانمندسازی تحول دیجیتالی در سازمان یاری می‌رساند.

### مدیریت فرایندهای کسب وکار (BPM)
مدیریت فرایندهای کسب‌وکار یک روش راهبردی در سازمان با هدف دستیابی به کارایی و بهره‌وری از طریق تغییر در فرایندهای جاری سازمان است. برنامه‌های کاربردی BPM ستون فقرات فعالیت‌های سازمان هستند و تکمیل پروژه‌ها و اجرای فرایندها را از طریق ارائه ابزارهای متفاوت تسهیل می‌کنند. BPM در سازمان شامل ابزارهای متفاوت تحلیل کسب‌وکار، موتورهای جریان‌کار و قواعد کسب‌وکار، فرم‌های تحت وب و موارد دیگر از این دست می‌شوند و از طریق بهبود مستمر فرایندها (BPI) بازده و ارزش قابل توجهی برای تمام ذینفعان از کارمندان تا مشتریان سازمان به ارمغان می‌آورد.

### اتوماسیون روباتیک فرایند (RPA)
اتوماسیون روباتیک فرایند یک فناوری نرم‌افزاری است که ربات‌ها را در فرایندهای روزمره و خسته‌کننده جایگزین انسان‌ها می‌کند. RPA به کمک واسط کاربری خوش تعریف به صورت خودکار داده‌ها را دریافت می‌کند و واکنش مناسب را از طریق چندین سیستم عمل کننده اتخاذ می‌کند. از مهم‌ترین مزیت‌های این فناوری عدم نیاز به دانش برنامه‌نویسی و فنی است بنابراین متخصصان غیر فنی می‌توانند با پیکربندی ربات‌ها از طریق واسط کاربری کاربر پسند از توانمندی‌های آن در چالش‌ها و نیازمندهای خود استفاده کنند.

### مقایسه اتوماسیون سنتی BPM و RPA
در اتوماسیون سنتی کاربر باید درک عمیقی از برنامه هدف داشته باشد اما در RPA ربات می‌داند که چه کاری باید انجام شود و دیگر نیازی نیست کاربر پیچیدگی سیستم را بشناسد. اتوماسیون سنتی کاملاً وابسته به برنامه‌نویسی و کد نویسی است و از یکپارچه سازی برای ادغام سیستم‌های مختلف استفاده می‌کند. در حالیکه RPA هیچ وابستگی ای به کدها ندارد.
تفاوت دیگر اتوماسیون سنتی با RPA این است که اتوماسیون سنتی وابستگی زیادی به ماشینها و تکنولوژی دارد. به عنوان مثال زمانی که می‌خواهیم اتوماسیون فرایند محاسبه اعداد را پیاده‌سازی کنیم به ماشین حساب احتیاج داریم اما در RPA فرایند ورود اعداد و محاسبات به صورت خودکار انجام می‌شود.
ویژگی‌های اصلی RPA:
- نرم‌افزار کدگذاری شده رایانه ای
- الگوبرداری شده از رفتار انسانی
- نیروی کار مجازی که توسط عملیات تجاری کنترل می‌شود.
- چابک و غیرتهاجمی با معماری فناوری اطلاعات موجود کار می‌کند.

## ابزارهای RPA
RPA شامل ابزارهای مختلفی برای طراحی، ایجاد و ویرایش ربات هاست.

### ابزارUipath
یک پلتفرم متن باز باز است که برای Drag and Drop, Macro Recording استفاده می‌شود و صدها قابلیت برای ایجاد، تغییر و به اشتراک گذاری رباتها دارد و پشتیبانی از آن در سراسر جهان صورت می‌پذیرد. این پلتفرم در OCR ساخته شده‌است و هزینه تعمیر و نگهداری کمی دارد.

### ابزارBlue Prism
این ابزار دسترسی به امکانات هوش مصنوعی را فراهم می‌کند. ارائه دهندگان Blue Prism امکان انتخاب زیرساخت‌های منعطف را در اختیار سازمان‌ها قرار می‌دهند چرا که برنامه می‌تواند هم در سیستم عامل‌های داخلی و هم در سیستم عامل‌های مبتنی بر ابر نظیر AWS اجرا شود. این پلتفرم انواع زبانها را پشتیبانی و امکانات خود را در اختیار مردم سراسر جهان قرار می‌دهد.

### ابزارAutomation Anywhere
این ابزار که بهترین نوع RPA است قدرتمندترین و کاربرپسند رابط را برای خودکارسازی عملیات تجاری end to end به سازمان‌ها ارائه می‌دهد. و شامل نیروهای کار دیجیتال هوشمندی است که پیچیده‌ترین فناوری‌های شناختی و تحلیلی را با هم ادغام و به سازمان‌ها در سراسر جهان ارائه می‌دهد. اجزای اصلی معماری اتوماسیون در هر سازمانی شامل اتاق کنترل، سازندگان ربات، اجرا کنندگان ربات و مکان قرارگیری ربات‌ها هستند که به‌طور جداگانه به معرفی هر یک می‌پردازیم.
- اتاق کنترل: این اتاق حکم ضربان قلب اتوماسیون را دارد زیرا در این قسمت کاربران می‌توانند ترکیب پیچیده و پیشرفته یک صنعت را مدیریت و پیاده‌سازی کنند. این پلتفرم مبتنی بر وب مانند سرور برای ربات‌ها عمل می‌کند. همچنین ردیابی وضعیت ربات‌ها توسط اتاق کنترل صورت می‌پذیرد. مدیریت مجوزهای مربوط به پیکربندی نیز از وظایف اتاق کنترل است.

این مجوزها در دو گروه قرار می‌گیرند:
Dev license: با استفاده از این مجوز می‌توانید یک ربات ایجاد، ویرایش و راه اندازی نمایید.
Run license: این مجوز تنها برای اجرای ربات استفاده می‌شود و قابلیت ویرایش ندارد.
- سازندگان ربات: سازنده ربات یک برنامه مبتنی بر ویندوز است که توسط یک توسعه دهنده برای ساخت رباتها استفاده می‌شود. با پیکربندی رباتها توسعه دهندگان می‌توانند رباتهای جداگانه ای را ایجاد و همزمان اجرا نمایند.
- اجرا کنندگان ربات: ماشین‌هایی هستند که تنها وظیفه اجرای ربات‌ها را به عهده دارند و قابلیت ایجاد و ویرایش در اتوماسیون را ندارند.
- مزرعه ربات: یکی دیگر از مؤلفه‌های مهم اتوماسیون در هر نقطه مزرعه ربات هاست. گاهی در هنگام بار کاری سنگین اجراکنندگان ربات‌ها به سرورهای بیشتری جهت اجرا نیاز دارند. در این زمان سرورها می‌توانند برای مدت زمان تعیین شده از مزارع ربات‌ها قرض گرفته شوند و پس از اتمام کار تحویل داده شوند. این امر باعث می‌شود تا توسعه دهندگان در هزینه‌های بیهوده مربوط به سرورها صرفه جویی کنند.

## مزایای ربات‌های نرم‌افزاری
- کاهش پرسنل با جایگزین کردن ربات به‌جای انسان و آزاد کردن وقت متخصصین برای انجام امور مهم‌تر و فنی‌تر
- جلوگیری از تقلب و دستکاری در ثبت اطلاعات، با سپردن امور ثبتی به ربات‌ها
- حذف هزینه‌ها و خسارات ناشی از اشتباهات انسانی، بخاطر اجرای بدون اشتباه امور بوسیله ربات
- تسریع امور و افزایش بازدهی و بهره‌وری کلی سازمان بخاطر کار ۲۴ ساعته ربات‌ها بدون خستگی و افت کیفیت

به‌طور کل ربات‌ها می‌توانند بسیار سریع تر از انسانها، به‌صورت ۲۴ ساعته، بدون خستگی، بدون کوچکترین خطا یا اشتباه، بدون دخل و تصرف در ثبت اطلاعات، بدون افت کیفیت و بدون نیاز به حقوق یا مرخصی برای سازمان‌ها کار کنند که مزایای چشمگیری را برای یک سازمان به همراه خواهد داشت.

## اما ربات‌های نرم‌افزاری چطور می‌توانند امور انسانی را با این دقت انجام دهند؟
ربات‌های نرم‌افزاری زمانی حداکثر کاربرد را خواهند داشت که بتوانند مانند نیروی انسانی شرایط سیستم را بسنجند و متناسب با شرایط موجود تصمیم بگیریند. تنها در این صورت است که می‌توانند در امور مختلف به‌طور کامل جایگزین نیروی انسانی شوند. در ادامه گوشه ای از قابلیت‌های این ربات سازهای محبوب را معرفی می‌کنیم تا بتوانید به نحوه هوشمند سازی ربات‌های ساخته شده با این نرم‌افزارها پی ببرید.
یکی از قابلیت‌های مهمی که این دسته از ربات سازها دارند پشتیانی از فرایندهای شرطی است یعنی در زمان ساخت ربات می‌توان ساختار تصمیم‌گیری در شرایط مختلف را برای ربات تعریف کرد. برای مثال می‌توان تعیین کرد در صورت اجرای موفقیت‌آمیز یک دستور چه کارهایی انجام شود یا در صورتی که این دستور به هر دلیلی با مشکل مواجه شد ربات چه عکس العملی نشان دهد. یکی دیگر از قابلیت‌های مهم ربات سازهای مدرن قابلیت متغیّر پذیری آنهاست این مورد این امکان را به ربات ساز می‌دهد که ربات را با شرایط مختلف هماهنگ کند. از دیگر قابلیت‌های مهم می‌توان از انتظار برای اتفاق یک رویداد خاص نام برد تا ربات در زمان وقوع رویداد واکنش متناسب را انجام دهد مثلاً منتظر بازشدن یک پنجره یا تیک دار شدن یک گزینه خاص بماند و در زمان وقوع این رویدادها دستورها خاصی را به اجرا درآورد.
و بسیاری از قابلیت‌های ریز و درشت دیگر که این اجازه را به یک متخصص RPA می‌دهند تا با در اختیار داشتن یکی از این نمونه نرم‌افزارها معجزه کنند و شما را از شر امور تکراری و طاقت فرسا نجات دهند!

## کدام نرم‌افزارها در این زمینه RPA جز بهترین‌ها هستند و چرا ما فقط سه نمونه از آنها را ذکر کرده‌ایم؟
نرم‌افزارهای زیادی برای تولید ربات‌های نرم‌افزاری در دنیا وجود دارند و هر کدام سعی کردن امکانات متعددی را ارائه کنند از این رو انتخاب از بین آن‌ها کمی دشوار است و بستگی به نوع کاری که میخواید رباتیک کنید دارد. ما در این مقاله سعی کردیم نرم‌افزار ربات ساز Automation Anywhere را بعنوان قدیمی‌ترین نرم‌افزار در این حوزه و پرچم دار صنعت RPA معرفی کنیم. نرم‌افزار UiPath نیز به علت مؤسس معروف خود که یکی از برنامه نویسان ارشد مایکروسافت بوده و به واسطه حمایت و سرمایه گذاران بزرگی نظیر شرکت آلفابت که از شرکت‌های مادر گوگل محسوب می‌شود و در نهایت نرم‌افزار کاربر مجازی را بخاطر ایرانی بودن و ربات‌های محبوب آن.

### مزایای استفاده از RPA
RPA با خودکارسازی و بهینه‌سازی وظایف، افزایش کیفیت کار و کاهش خطاها و ریسک‌ها در فرایندها، باعث افزایش بهره‌وری در کسب‌وکار می‌شود. همچنین RPA کارکنان سازمان را از وظایف تکراری آزاد کرده و باعث می‌شود آن‌ها بر روی وظایف استراتژیک تمرکز کنند.
RPA در ترکیب با هوش مصنوعی و یادگیری ماشین باعث ایجاد نوآوری‌هایی قابل توجهی شده و سبب شده‌است این صنعت به سرعت در حال رشد باشد. ربات‌ها از رفتار کاربران الگوبرداری کرده و یادمی‌گیرند که چگونه فعالیت‌های کاربر مانند تکمیل یک فرم را انجام دهند. طبیعتاً این ربات‌ها فعالیت‌های تکراری را با سرعت و کیفیتی به مراتب بالاتر از یک کاربر انجام می‌دهند. و باعث صرفه‌جویی و تولید ارزش بیشتری در سازمان می‌شوند.
- هزینه‌ها و خطای نیروی انسانی کاهش می‌یابد.
- فرایندها آسان و کم هزینه پیاده‌سازی می‌شود.
- مراحل غیرضروری کسب‌وکار حذف می‌شود.
- بازدهی و کارایی کارکنان افزایش می‌یابد.
- مشکلات فرایند کسب‌وکار کاهش می‌یابد.

در آخر اینکه RPA اختراع و تکنولوژی جدیدی نیست بلکه یک فناوری است که برای جایگزینی اعمال دستی با تکنولوژی تلاش می‌کند.